# Kenmare (Irlanda)
Kenmare (in irlandese: Neidín) è una cittadina nella contea di Kerry, in Irlanda.